# Шыгыс-Конырат
Шыгыс-Конырат (каз. Шығыс Қонырат) — бывший рабочий посёлок в Карагандинской области Казахстана. Входил в состав Коныратской поселковой администрации.
Статс посёлка городского типа с 1956 года.Посёлок ранее носил название Восточно-Коунрадский, но в 1997 году его транскрипция была изменена на Шыгыс-Конырат. В 2002 году Шыгыс-Конырат был включен в состав поселка Конырата. С 2013 года решением маслихата города Балхаш посёлок Конырат был присоединен к городу Балхаш в качестве микрорайона.

## Население
| 1959 | 1970  | 1979  | 1989  | 1999 | 2009 |
| ---- | ----- | ----- | ----- | ---- | ---- |
| 3400 | ↗4044 | ↘2365 | ↘1922 | ↘405 | ↘15  |

В 1999 году население посёлка составляло 405 человек (195 мужчин и 210 женщин). По данным переписи 2009 года в посёлке проживало 15 человек (9 мужчин и 6 женщин).